# Shin Young-Suk
Shin Young-Suk (17 de diciembre de 1964) fue un jugador de balonmano surcoreano. Fue un componente de la selección de balonmano de Corea del Sur.
Con la selección ganó la medalla de plata en los Juegos Olímpicos de Seúl 1988 y la medalla de oro en 1986 en los Juegos Asiáticos.